# Cleora albibasis
Cleora albibasis là một loài bướm đêm trong họ Geometridae.